# Банги
Банги (фр. Bangui) је главни град Централноафричке Републике и њен највећи град са 622.771 становника (2006).
Град је основан 1889. у тадашњој Француској колонији Горњој Убанги. Град се налази на северној обали реке Убанги, у близини серије брзака. Река је природна граница између Централноафричке републике и Демократске Републике Конго, са супротне стране се налази град Зонго. Центар града се налази у близини реке и у њему се налази тријумфална капија посвећена бившем председнику републике Бокаси, председничка палата и централна пијаца. Привреда се заснива на производњи текстила, прехрамбених производа, пива, обуће и сапуна. Главни извозни производи су памук, дрво и кафа.

## Географија
Клима у граду је тропска. Максималне дневне температуре ретко падну испод 30 °C, а то важи за све месеце. Кишна сезона траје од маја до октобра.

## Становништво
| Година       |
| Становништво |
| ------------ |

## Партнерски градови
- Додома